# TRAPPIST-1 g
2MASS J23062928-0502285 g
TRAPPIST-1 g est la sixième exoplanète tellurique du système planétaire de TRAPPIST-1 dont la découverte est annoncée en 2017. TRAPPIST-1 g est la plus grosse planète de ce système. 

## Caractéristiques

### Caractéristiques physiques
La température d'équilibre de la surface de la planète est 194,5 K (−78,5 °C) avec une incertitude de 2,7. En prenant en compte l'effet de serre potentiel, la température est estimée à 251 K (−22 °C), l'eau serait donc à l'état de glace,. Son diamètre est de 14 360 km. 

### Caractéristiques orbitales
Cette planète orbite autour de son étoile en environ 12 jours et est à environ 0,0467 UA de son étoile, soit environ 7 millions de km. La Terre est à 150 millions de km du Soleil, mais l'étoile est une naine brune et sa luminosité n'est pas très importante donc la planète est plus froide que la Terre.

## Habitabilité
Cette planète est située dans la partie froide de la zone habitable de son étoile, l'eau serait donc sous forme de glace et la vie se développerait plus difficilement que sur les planètes e et f.

## Compositions théoriques
Les 4 planètes les plus lointaines du système Trappist-1 dont Trappist-1g pourraient avoir une composition qui serait peut-être similaire aux trois autres à cause de leurs densités elles aussi similaires. La composition théorique est une surface océanique et un gros noyau. Cette théorie n'est valable que pour les 4 planètes les plus lointaines du système.